# Sohrab and Rustum

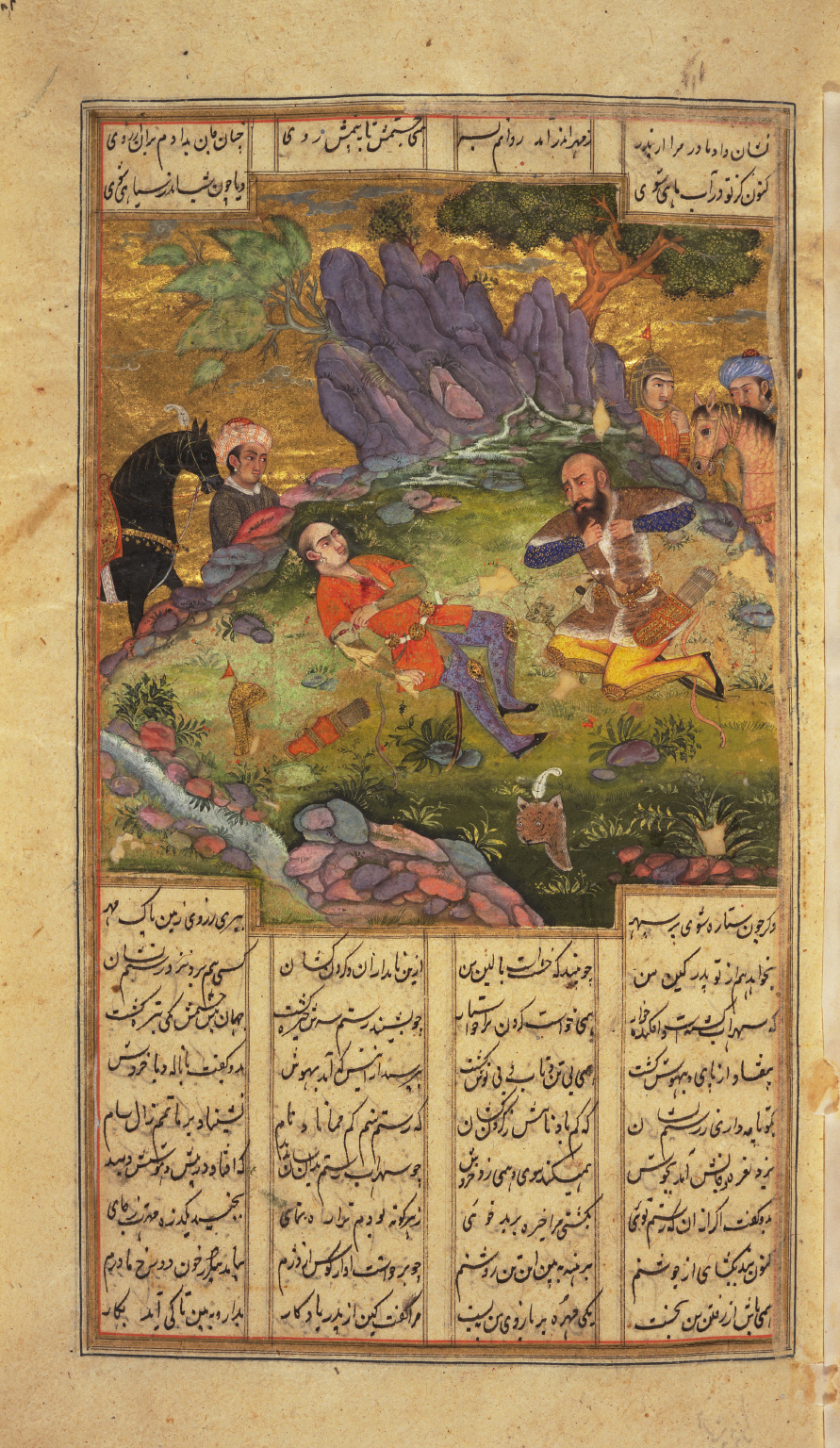
Rustum opłakuje Sohraba - ilustracja z manuskryptu Szahname

Sohrab and Rustum – poemat epicki dziewiętnastowiecznego angielskiego poety Matthew Arnolda opublikowany w 1853.

## Forma
Poemat jest napisany wierszem białym (blank verse), czyli nierymowanym pentametrem jambicznym, to znaczy sylabotonicznym dziesięciozgłoskowcem, w którym akcenty padają na parzyste sylaby wersu. Schemat takiego wiersza zapisuje się sSsSsSsSsS albo x ' x ' x ' x ' x '.

And the first grey of morning fill’d the east,
And the fog rose out of the Oxus stream.
But all the Tartar camp along the stream
Was hush’d, and still the men were plunged in sleep:
Sohrab alone, he slept not: all night long
He had lain wakeful, tossing on his bed;
But when the grey dawn stole into his tent,
He rose, and clad himself, and girt his sword,
And took his horseman’s cloak, and left his tent,
And went abroad into the cold wet fog,
Through the dim camp to Peran-Wisa’s tent.

Matthew Arnold zastosował w swoim poemacie również aliterację: Crossing the stream in summer, scrapes the land, So slender Sohrab seem’d, so softly rear’d. Ten środek poetycki jest jednym z częściej stosowanych rozwiązań w literaturze angielskiej.

## Treść
Poemat Matthew Arnolda jest oparty na epizodzie z Szahname czyli Księgi królewskiej, narodowego eposu Persów autorstwa Ferdousiego. Utwór opowiada o pojedynku, w którym wielki wojownik Rustum pokonał i uśmiercił przeciwnika, nie wiedząc, że jest on jego synem. Zrozpaczony ojciec postanowił uczcić Sohraba godnym rycerza pochówkiem.